# Emil Holst
Emil Holst (Køge, 9 de enero de 1991) es un deportista danés que compitió en bádminton. Ganó una medalla de plata en los Juegos Europeos de Bakú 2015, en la prueba individual.

## Palmarés internacional
| Juegos Europeos | Juegos Europeos   | Juegos Europeos  | Juegos Europeos |
| Año             | Lugar             | Medalla          | Prueba          |
| --------------- | ----------------- | ---------------- | --------------- |
| 2015            | Bakú (Azerbaiyán) | Medalla de plata | Individual      |